# Clayne Crawford
Joseph "Clayne" Crawford (nacido el 20 de abril de 1978) es un actor estadounidense. Es mejor conocido por sus papeles como Martin Riggs en la serie de Fox Lethal Weapon (2016-2018) y Teddy Talbot en la serie Rectify de SundanceTV (2013-2016), este último le valió una nominación al Premio de la Crítica Televisiva al mejor actor de reparto en una serie de drama. También ha tenido papeles secundarios en las películas A Walk to Remember (2002), Swimfan (2002), A Love Song for Bobby Long (2004), The Great Raid (2005) y wristcutters: A Love Story (2006).

## Primeros años
Joseph Crawford nació en Clay, Alabama, el 20 de abril de 1978, hijo de Lennie y el ingeniero de diseño Brian Crawford. Se graduó de la escuela secundaria Hewitt-Trussville, donde estuvo en los equipos de fútbol y lucha libre.

## Carrera
En 1996, Crawford se mudó a Los Ángeles en busca de trabajo como actor. Aceptó trabajos de construcción para mantenerse mientras actuaba en teatros pequeños. En 2000, para distinguirse de otros con un nombre similar, dejó de usar el nombre "Joey Crawford" y comenzó a aparecer con el nombre "Clayne Crawford". Creó su nuevo nombre tomando el nombre de su ciudad natal (Clay, Alabama) y combinándolo con la palabra "clan" en honor a un antepasado. Tuvo un papel recurrente en la primera temporada de Jericho como Mitchell "Mitch" Cafferty. En 2008, apareció en Life en el episodio "Evil... and His Brother Ziggy". Crawford fue el protagonista de la precuela directa en DVD de 2010 de Smokin' Aces, Smokin' Aces 2: Assassins' Ball. En 2010, tuvo un papel recurrente en la octava temporada de 24 como Kevin Wade, un hombre joven y misterioso. También apareció en la primera y segunda temporada de la serie de A&E The Glades.
Crawford interpretó el papel de Ted "Teddy" Talbot Jr. en la primera serie original de SundanceTV, Rectify, que se emitió durante cuatro temporadas de 2013 a 2016. La serie, que explora a un hombre que sale de prisión después de 19 años en el corredor de la muerte después de que las pruebas de ADN parecen respaldar su inocencia, también analiza los efectos en su familia y su ciudad. Recibió elogios de la crítica y ganó un premio Peabody en 2014, y también recibió reconocimiento por su tratamiento de cuestiones de justicia penal. En 2015, Crawford interpretó el papel de Cade LaSalle, hermano mayor de Christopher LaSalle en NCIS: New Orleans.
A partir de 2016, Crawford interpretó a Martin Riggs en el reinicio televisivo de Fox de Lethal Weapon. En mayo de 2018, durante los informes de mal comportamiento y hostilidad entre el elenco y el equipo en el set del programa, Crawford fue despedido después de dos temporadas y reemplazado con un nuevo personaje interpretado por Seann William Scott. Su coprotagonista, Damon Wayans, abandonó la serie poco después.

## Filmografía

### Películas
| Año  | Título                           | Papel                                         | Notas           |
| ---- | -------------------------------- | --------------------------------------------- | --------------- |
| 2001 | One Blood Planet                 | Cady                                          |                 |
| 2002 | A Walk to Remember               | Dean                                          |                 |
| 2002 | Swimfan                          | Josh                                          |                 |
| 2004 | A Love Song for Bobby Long       | Lee                                           |                 |
| 2004 | Evil Remains                     | Tyler                                         | Directo a video |
| 2005 | The Great Raid                   | Aldridge                                      |                 |
| 2005 | Trust                            | Jim                                           | Cortometraje    |
| 2006 | Steel City                       | Ben Lee                                       |                 |
| 2006 | wristcutters: A Love Story       | Jim                                           |                 |
| 2006 | False Prophets                   | Wade Carpenter                                |                 |
| 2006 | F8                               | Conductor                                     | Cortometraje    |
| 2006 | Mentes en blanco                 | Detective Anderson                            |                 |
| 2006 | Feel                             | Jeremy                                        |                 |
| 2007 | 7-10 Split                       | Mike                                          |                 |
| 2007 | Walk the Talk                    | Reed                                          |                 |
| 2007 | God's Beach                      | Adam                                          | Cortometraje    |
| 2007 | On the Doll                      | Wes                                           |                 |
| 2007 | X's and O's                      | Simon                                         |                 |
| 2009 | The Donner Party                 | William Eddy                                  |                 |
| 2010 | El perfecto anfitrión            | John Taylor                                   |                 |
| 2010 | Baby                             | Jonas Carter                                  |                 |
| 2010 | Kingshighway                     | Billy Jones                                   |                 |
| 2010 | Smokin' Aces 2: Assassins' Ball  | Agente Baker                                  | Directo a video |
| 2011 | Pox                              | Julius                                        |                 |
| 2012 | The Baytown Outlaws              | Brick Oodie                                   |                 |
| 2012 | The Truth in Being Right         | Carl Weintraub                                | Cortometraje    |
| 2013 | N.Y.C. Underground               | Siman                                         | Directo a video |
| 2014 | The Lachrymist                   | DJ de 94.9 KLAS (voz, como William Westhoven) | Cortometraje    |
| 2015 | A Fighting Season                | Mason                                         |                 |
| 2015 | Convergence                      | Ben                                           |                 |
| 2016 | Warrior Road                     | Charlie                                       |                 |
| 2016 | Spectral                         | Sargento Toll                                 |                 |
| 2017 | Above Ground                     | Thad                                          |                 |
| 2018 | Tinker!                          | Grady Lee Jr.                                 |                 |
| 2020 | The Killing of Two Lovers        | David                                         |                 |
| 2022 | The Integrity of Joseph Chambers | Joe                                           |                 |
| 2023 | The Channel                      |                                               |                 |
| 2023 | The King Tide                    | Bobby                                         |                 |
| 2023 | Finestkind                       | Pete Weeks                                    |                 |

### Televisión
| Año  | Título                         | Papel                   | Notas                                                                         |
| ---- | ------------------------------ | ----------------------- | ----------------------------------------------------------------------------- |
| 1997 | Buffy the Vampire Slayer       | Rodney Munson           | Episodio: "Inca Mummy Girl" (como Joey Crawford)                              |
| 2001 | CSI: Crime Scene Investigation | Henry McFadden          | Episodio: Chaos Theory                                                        |
| 2001 | Roswell                        | Billy Darden            | 2 episodios                                                                   |
| 2003 | CSI: Miami                     | Chaz                    | Episodio: "Freaks and Tweaks"                                                 |
| 2006 | Thief                          | Izzy                    | Episodio: "Pilot"                                                             |
| 2006 | Jericho                        | Mitchell Cafferty       | 5 episodios                                                                   |
| 2007 | The Barnes Brothers            | Jerry Barnes            | Película de televisión                                                        |
| 2007 | Women's Murder Club            | Dale Peterson           | Episodio: "Maybe Baby"                                                        |
| 2008 | Gemini Division                | Sampson                 | 2 episodios                                                                   |
| 2008 | Life                           | Eval                    | Episodio: "Evil... and His Brother Ziggy"                                     |
| 2009 | Leverage                       | Sr. Quinn               | 2 episodios                                                                   |
| 2009 | CSI: Crime Scene Investigation | Tommy Ruby              | Episodio: "Miscarriage of Justice"                                            |
| 2009 | Cold Case                      | Darren Malloy '76       | Episodio: "Jackels"                                                           |
| 2009 | Dark Blue                      | Jack Walsh              | Episodio: "K-Town"                                                            |
| 2009 | Mentes criminales              | C. Vincent              | Episodio: "Hopeless"                                                          |
| 2010 | Burn Notice                    | Ryan Johnson            | Episodio: "A Dark Road"                                                       |
| 2010 | 24                             | Kevin Wade              | 9 episodios                                                                   |
| 2010 | Law & Order: Criminal Intent   | Jeremy Parks            | Episodio: "Lost Children of the Blood"                                        |
| 2010 | The Glades                     | Ray Cargill             | 7 episodios                                                                   |
| 2010 | All Signs of Death             | Chev                    | Película de televisión                                                        |
| 2011 | CSI: Nueva York                | Wes Dillon              | Episodio: "Exit Strategy"                                                     |
| 2011 | Memphis Beat                   | Derek Simon             | Episodio: "Lost"                                                              |
| 2012 | Justified                      | Lance                   | 3 episodios                                                                   |
| 2013 | Rectify                        | Ted "Teddy" Talbot Jr.  | 29 episodios                                                                  |
| 2013 | Graceland                      | Donnie Banks            | 2 episodios                                                                   |
| 2014 | Rogue                          | Danny "Cheat" Chetowski | 5 episodios                                                                   |
| 2015 | NCIS: New Orleans              | Cade LaSalle            | 3 episodios                                                                   |
| 2016 | Lethal Weapon                  | Martin Riggs            | Protagonista (temporadas 1–2, 40 episodios);también director: "Jessie's Girl" |
| 2019 | Into the Dark                  | Nathan                  | Episodio: "They Come Knocking"                                                |